# Jalapyphantes
Jalapyphantes Gertsch & Davis, 1946 è un genere di ragni appartenente alla famiglia Linyphiidae.

## Distribuzione
Le quattro specie oggi note di questo genere sono state rinvenute in Messico e in Ecuador.

## Tassonomia
Dal 1991 non sono stati esaminati esemplari di questo genere.
A giugno 2012, si compone di quattro specie:
- Jalapyphantes cuernavaca Gertsch & Davis, 1946[3] — Messico
- Jalapyphantes minoratus Gertsch & Davis, 1946 — Messico
- Jalapyphantes obscurus Millidge, 1991 — Ecuador
- Jalapyphantes puebla Gertsch & Davis, 1946 — Messico